# Carphina ligneola
Carphina ligneola là một loài bọ cánh cứng trong họ Cerambycidae.